# Campiglia Cervo
Campiglia Cervo ist eine italienische Gemeinde (comune) mit 500 Einwohnern (Stand 31. Dezember 2023) in der Provinz Biella (BI), Region Piemont. 

## Etymologie
Der Ortsname leitet sich vom lateinischen „campilia“ ab, abgeleitet von „-ilia“, dem kollektiven Plural von „campus“, der sich auf die landwirtschaftliche Organisation dieser Gebiete bezieht. Die Angabe Cervo bezieht sich auf den Fluss, der in der Nähe des Ortes fließt. Die erste Nachricht über Campiglia stammt aus dem Jahr 1207, als eine Päpstliche Bulle von Innozenz III. die Existenz einer dem Heiligen Martin geweihten Kirche erwähnte.

## Wappen
Das Gemeindewappen, das mit Dekret des Präsidenten der Republik vom 8. März 2017 verliehen wurde, stellt die Gegebenheit dar, die durch den Zusammenschluss von Campiglia Cervo mit Quittengo und San Paolo Cervo entstanden ist, und enthält die Symbole der Geschichte und Geografie der Gebiete, aus denen es besteht. 
Blasonierung: „Von blau in gold schrägrechts geteilt, zwei aufgerichtete, sich zugewandte, schwarze Bären auf grünem Schildfuß mit den Vorderpfoten eine grüne Buche mit voller Baumkrone stützend, darüber  drei fünfstrahlige, blaue Sterne“.
Das frühere Wappen von Campiglia Cervo, das durch königlichen Erlass vom 24. August 1941 verliehen wurde, war rot und zeigte einen silbernen römischen Dolch mit goldenem Griff, der in einer Stange steckte und von der Legende Campiglia Bugellensium überragt wurde.

## Geographie

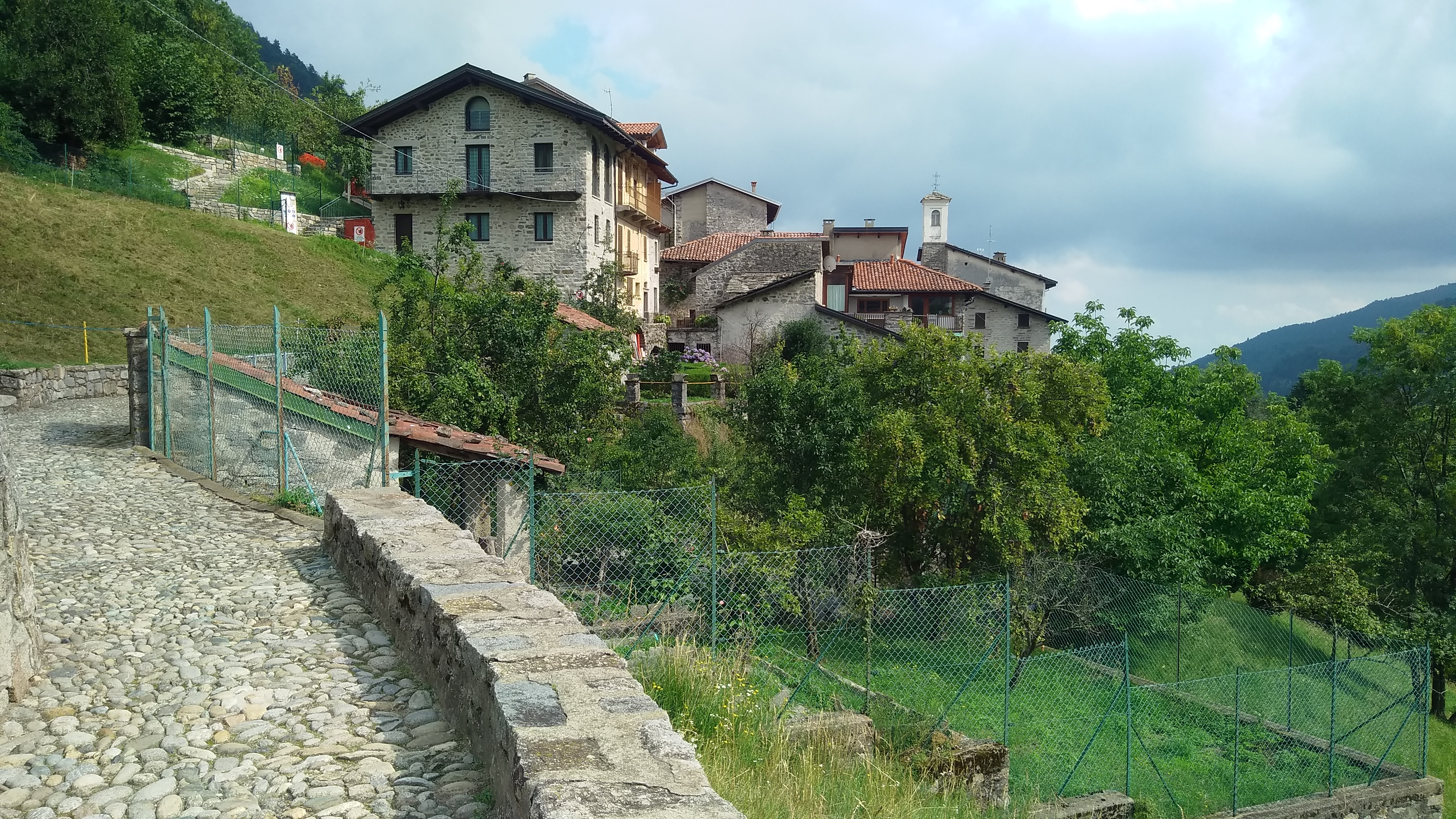
Fraktion Sassaia

Das Gemeindegebiet von Campiglia Cervo liegt zu beiden Seiten des Torrente Cervo, einem linken Nebenfluss des Sesia am südlichen Rand der Walliser Alpen etwa 12 km von Biella entfernt. Die Gemeinde erstreckt sich zwischen einer Höhe von etwa 600 m s.l.m. mit der Ortschaft Bogna am Ufer des Cervo bis etwa 1000 m s.l.m. Der höchste Punkt im 28,21 km² großen Gemeindegebiet ist der 2229 m s.l.m.} hohe Monte Tovo.
Auf der orographisch rechten Seite umfasst das Gemeindegebiet das kleine Tal, das vom Rio degli Ondini bewässert wird, am Fuße des Monte Mazzaro (1739 m s.l.m.), und schiebt sich dann nach Westen in Richtung des Punta della Gragliasca, ohne jedoch die Grenze zwischen Piemont und Aostatal zu erreichen. Auf der orographisch linken Seite fällt das Concabbia-Tal in die Gemeinde Campiglia Cervo, die von dem Punta del Cravile in Richtung Cervo abfällt und zwischen den Ortschaften Forgnengo und Piaro verläuft.
Der Hauptort und einige der wichtigsten Weiler (Quittengo, Balma, Rialmosso, Valmosca, Forgnengo und Piaro) liegen auf der orographisch linken Seiten des Tals, die eine günstigere Sonneneinstrahlung aufweist (das sogenannte Sulia-Band).
Laut seismischer Klassifizierung gehört Campiglia Cervo zu Zone 3 (mittlere bis geringe Seismizität (PGA zwischen 0,05 und 0,15 g))
Zur Gemeinde Campiglio Cervio gehören die Fraktionen: Balma, Bariola, Bele, Bogna, Driagno, Forgnengo, Gli Ondini, Magnani, Mazzucchetti, Mortigliengo, Oretto, Oriomosso, Piana, Piaro, Quittengo, Riabella, Rialmosso, Roreto, San Giovanni d'Andorno, San Paolo Cervo, Sassaia, Tomati und Valmosca.
Die Nachbargemeinden sind: Andorno Micca, Biella, Mosso, Piedicavallo, Rosazza, Sagliano Micca, Valle Mosso und Veglio.

## Geschichte
Die Gemeinde wurde am 22. August 1694 gegründet, dem Datum, an dem das obere Cervotal von Andorno unabhängig wurde und Campiglia als Hauptort erhielt. Die anderen Ortschaften des Tals erhielten jedoch bald ihre eigene kommunale Autonomie, auch aufgrund der schwierigen Winterverbindungen zwischen den verschiedenen Ortschaften.
Zwischen 1860 und 1870 gründete der Ingenieur Alessandro Mazzucchetti im Dorf die Technische Fachschule für Bauwesen und Straßenbau, die auf einer Idee von Camillo Benso di Cavour beruhte und von der lokalen Bevölkerung stark unterstützt wurde. Die Schule war etwa ein Jahrhundert lang ein wichtiger Bezugspunkt für das gesamte Cervotal in der Ausbildung von Fachkräften im Baubereich, eine wichtige Funktion für ein Gebiet, dessen männliche Bevölkerung für mehr oder weniger lange Zeiträume im Jahr auswanderte, um auf Baustellen in Italien und im Ausland zu arbeiten.
Im Jahr 1871 wurde in Campiglia die Società operaia di mutuo soccorso (Arbeiterhilfsverein) des Cervotals gegründet, die durch den Betrieb eines Lebensmittelgeschäftes, einer Bäckerei und einer Taverne die Lebensmittelpreise jahrzehntelang niedrig halten und ihren Mitgliedern und deren Erben Unterstützung im Krankheitsfall oder bei anderen Notlagen garantieren konnte. Seit dem 1. Januar 2016 gehören zur Gemeinde Campiglia auch die beiden ehemaligen Nachbargemeinden San Paolo Cervo und Quittengo.
Am 1. Januar 2016 wurden die Gemeinden Campiglia Cervo, Quittengo und San Paolo Cervo zusammengeschlossen. Die neue Gemeinde führt den Namen Campiglia Cervo weiter.

### Bevölkerungsentwicklung
| Jahr      | 1861 | 1871 | 1881 | 1901 | 1911 | 1921 | 1931 | 1936 | 1951 | 1961 | 1971 | 1981 | 1991 | 2001 | 2011 | 2021 |
| --------- | ---- | ---- | ---- | ---- | ---- | ---- | ---- | ---- | ---- | ---- | ---- | ---- | ---- | ---- | ---- | ---- |
| Einwohner | 3529 | 3372 | 3601 | 3203 | 2365 | 2142 | 2773 | 1696 | 1602 | 1324 | 916  | 666  | 636  | 562  | 528  | 506  |

Quelle: ISTAT

## Sehenswürdigkeiten

### Religiöse Architektur
- Pfarrkirche Santi Bernardo e Giuseppe: Sie ist den Heiligen Bernhard und Josef geweiht, stammt aus der Spätrenaissance und wurde im 17. Jahrhundert umgebaut; in ihrem Inneren befindet sich ein wertvolles Polyptychon von Bernardino Lanino aus dem Jahr 1565. Der Campanile stammt aus der Mitte des 17. Jahrhunderts.
- Sacro Monte di Andorno.
- Santa Maria di Pediclosso: um das Jahr 1000 erbaut, wird sie in einer päpstlichen Bulle von 1298[13] erwähnt und ist die älteste Kirche der Gegend.[14]
- Pfarrkirche von Sant’Eusebio (Ortsteil von Riabella): Sie ist ebenfalls der Madonna von Oropa geweiht. Ihre Errichtung als Pfarrkirche geht auf die Zeit kurz vor Mitte des 19. Jahrhunderts zurück. Der heutige Sakralbau stammt ebenfalls aus dem 19. Jahrhundert; der Glockenturm wurde 1854 fertiggestellt, während die Fertigstellung der Kirche noch zwanzig Jahre warten musste. Wertvoll ist das Altarbild von Luigi Ciardi, das den heiligen Eusebius darstellt, der dem Volk die Madonna von Oropa präsentiert.[15]

### Zivile Architektur
- Fußgängerbrücke über den Cervo (18. Jahrhundert), heute flankiert von einer Fahrzeugbrücke aus den 1930er Jahren.
- Technische Schule „Alessandro Mazzucchetti“, erbaut zwischen 1860 und 1870.

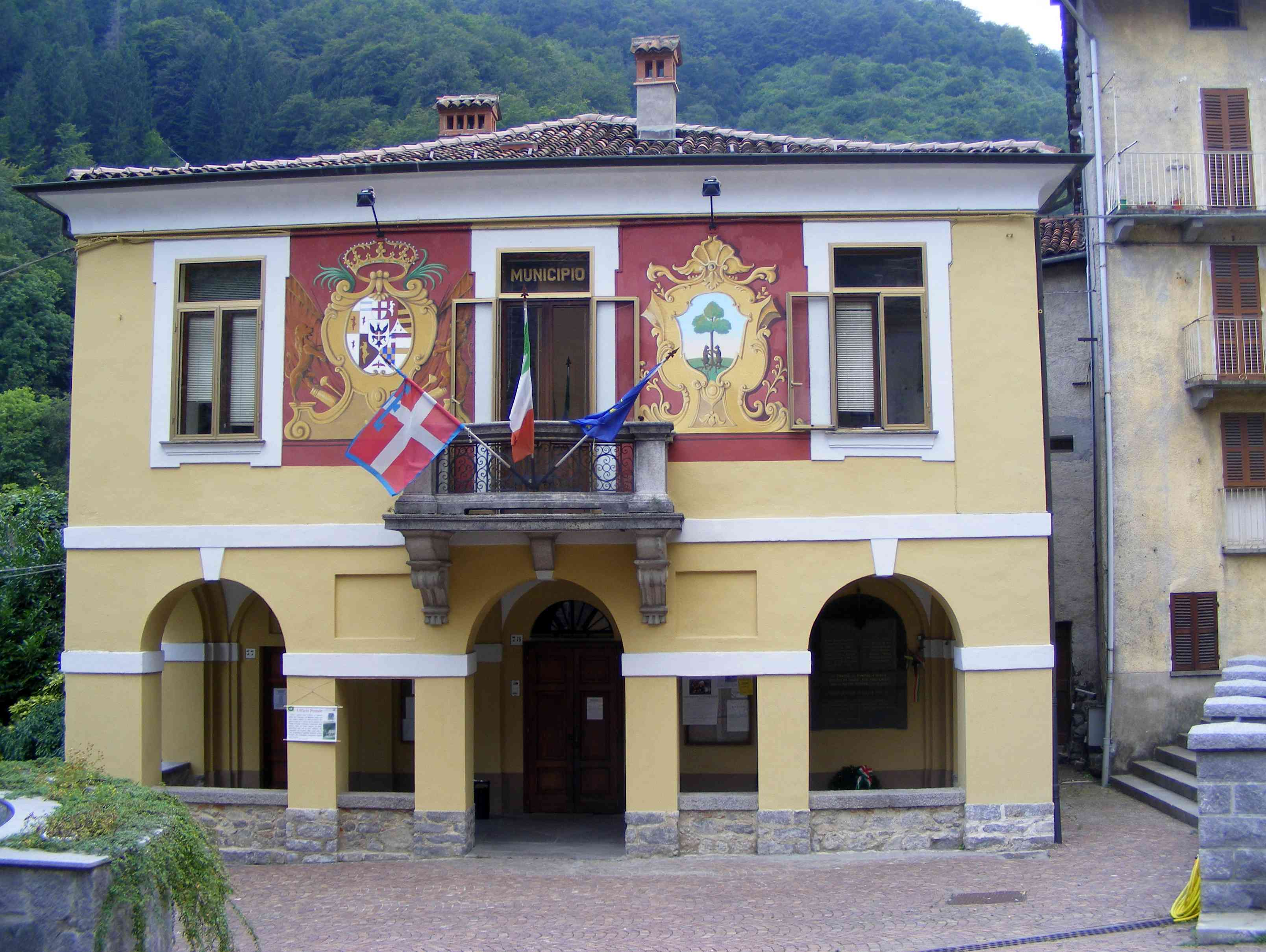
Rathaus
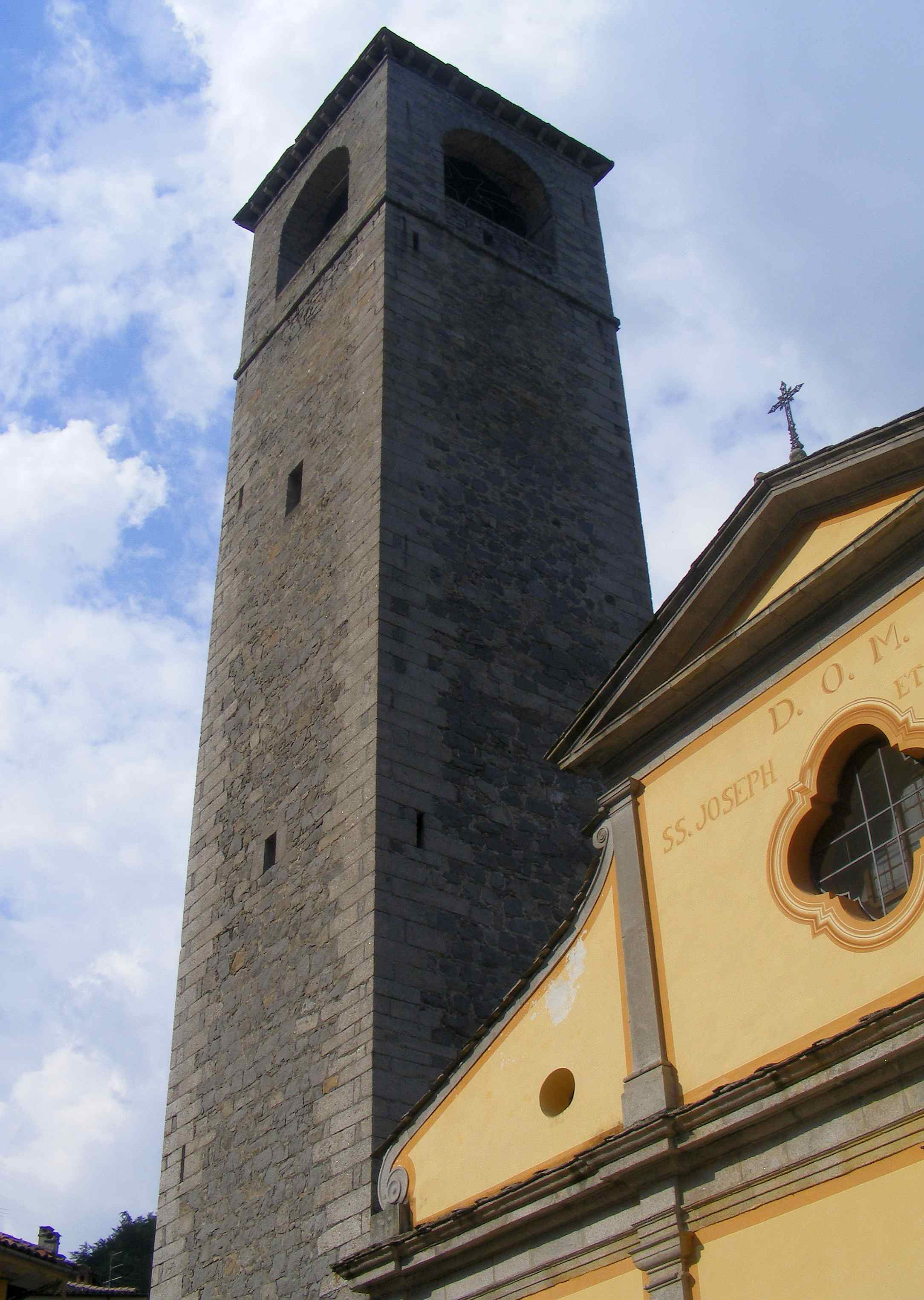
Campanile der Pfarrkirche
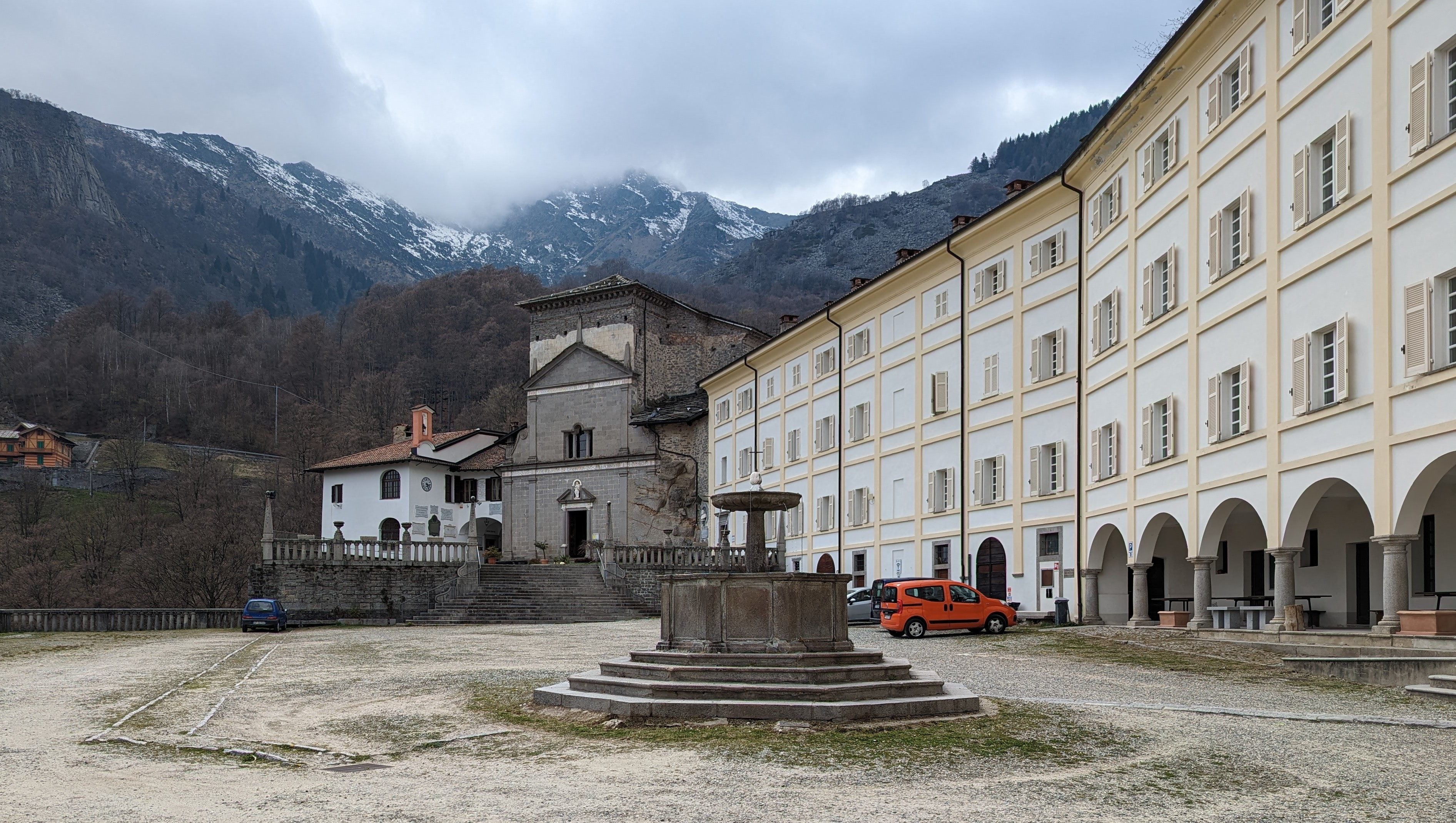
Sacro Monte di Andorno
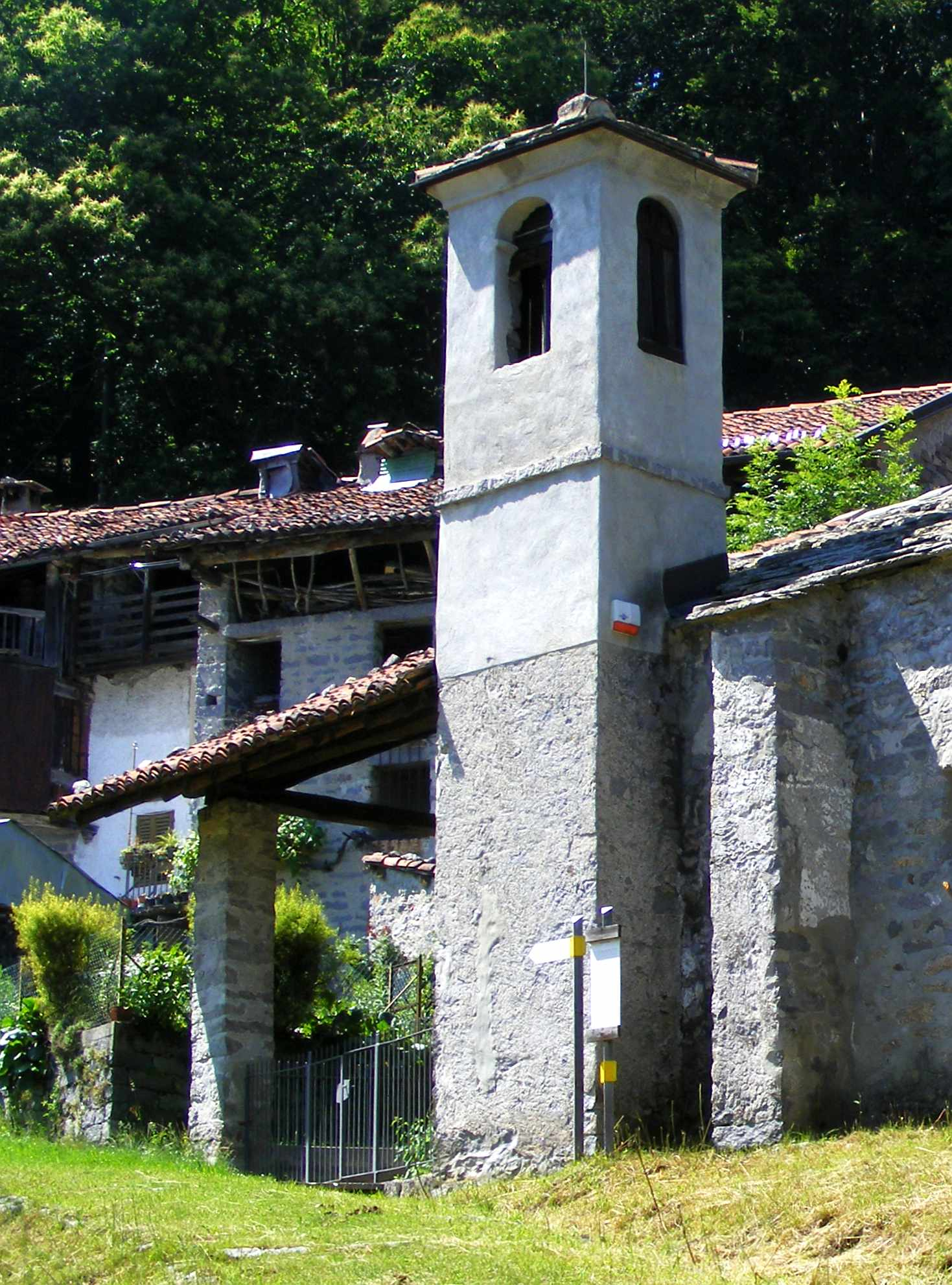
Santa Maria di Pediclosso
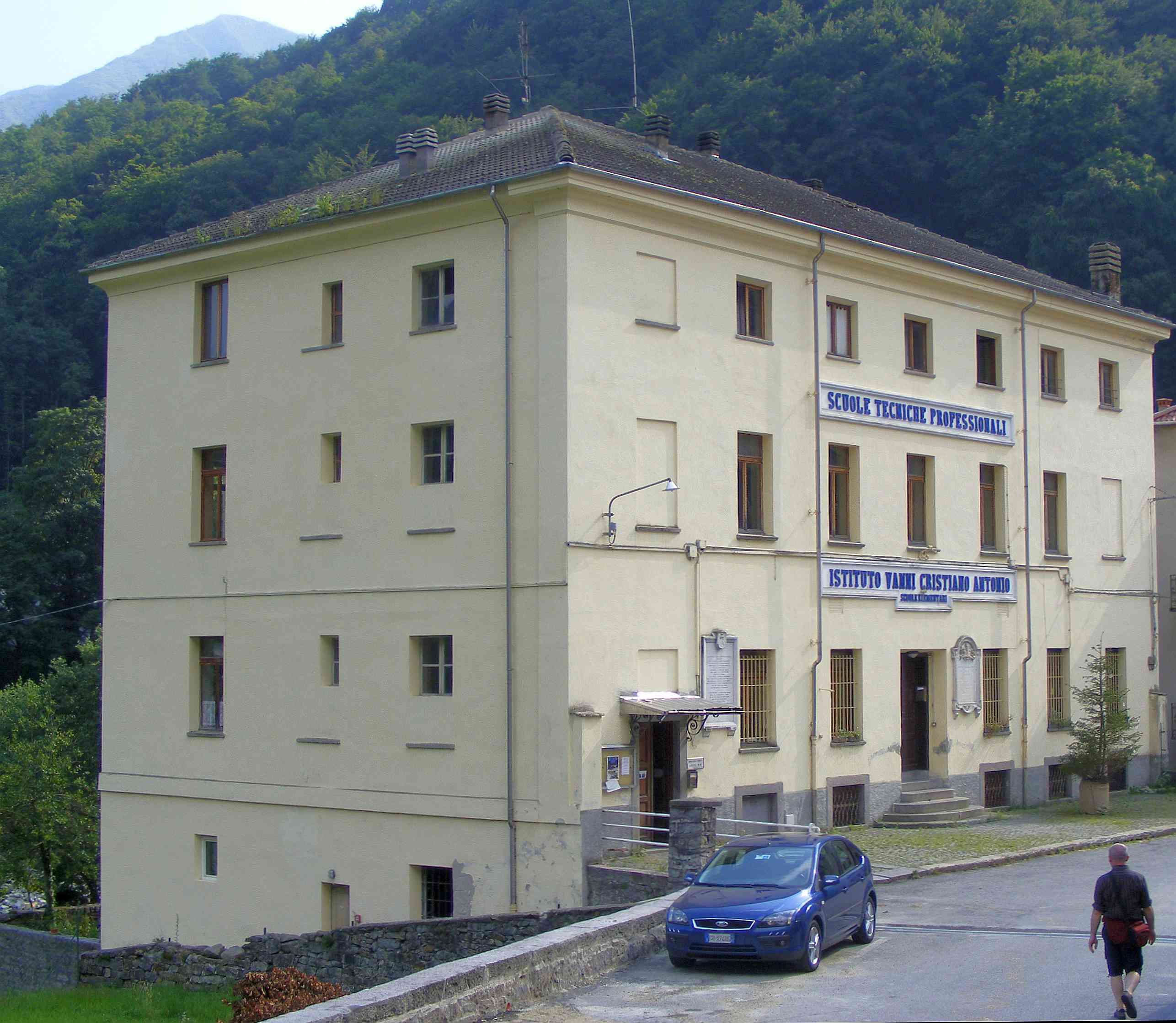
Technische Schule
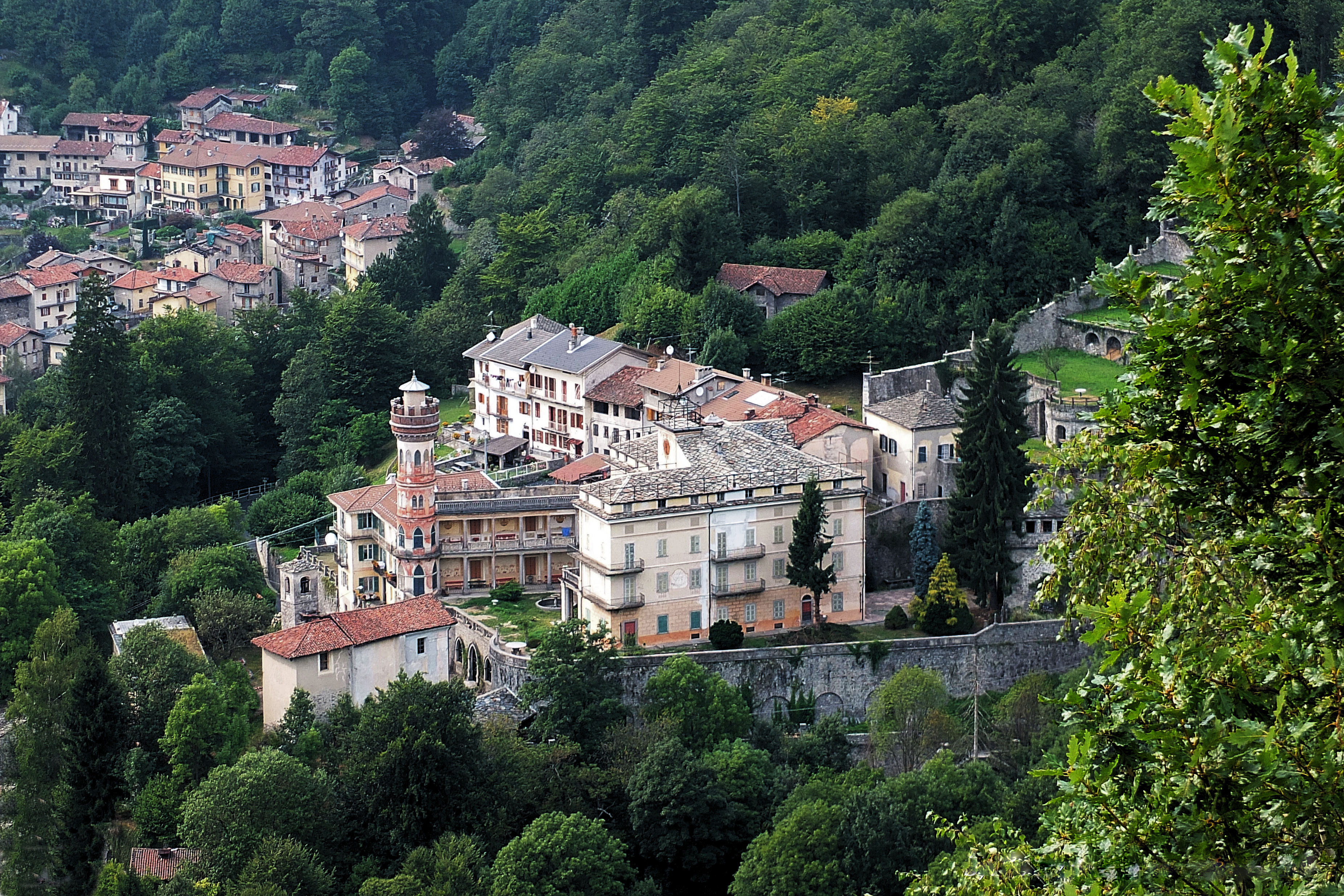
Villa Piatti in Roreto im Dorf Quittengo im Cervo-Tal